# الکساندر دوما
الکساندر دوما (پدر) (به فرانسوی: Alexandre Dumas, père)‏ (۲۴ ژوئیه ۱۸۰۲–۵ دسامبر ۱۸۷۰) رمان‌نویس و نمایشنامه‌نویس فرانسوی بود که به او لقب «سلطان پاریس» را داده بودند.
دوما به خاطر رمان‌های ماجراجویانه فراوانش یکی از مشهورترین نویسندگان فرانسه به‌شمار می‌رود. بسیاری از رمان‌های او، از قبیل «سه تفنگدار»، «ملکه مارگو» و «گردنبند ملکه» رمان‌هایی دنباله‌دار و سریالی هستند. او علاوه بر رمان‌نویسی، مقاله‌نویس، نمایشنامه‌نویس و خبرنگار پر توانی بود.

## دوران کودکی
الکساندر دوما در روستایی به نام ویله-کتره در نزدیکی شهر پاریس به دنیا آمد. پدر او، توماس الکساندر دوما داوی دولا پاتریه و مادرش ماری لوئی الیزابت لابوره نام داشتند.
پدر الکساندر، که ژنرالی در ارتش ناپلئون بود، مورد غضب ارتش قرار گرفت و همین امر او را به سمت فقر سوق داد. زمانی که الکساندر دوما به دنیا آمد، خانواده او ثروت و موقعیت خود را از دست داده بودند و مادر او که با مرگ ژنرال دوما در ۱۸۰۶ (در چهار سالگی الکساندر)، بیوه شده بود، جهت ایجاد موقعیت تحصیلی مناسب برای فرزندش به سختی تلاش می‌کرد. هرچند «ماری لوئیس» در تأمین هزینه‌های تحصیلی برای فرزندش ناتوان بود، اما این مسئله در شوق و علاقه الکساندر به مطالعه تأثیری نداشت و او هر کتابی را که به دست می‌آورد می‌خواند.
هم‌زمان با رشد الکساندر کوچک، داستان‌هایی که «ماری لوئی» از شجاعت و رشادت پدرش در زمان اوج اقتدار ارتش ناپلئون برای او تعریف می‌کرد، به وی دید روشن و واضحی از ماجراجویی و قهرمان‌پروری می‌بخشید.
هرچند که سایه فقر بر خانواده الکساندر سنگینی می‌کرد، اما هنوز شهرت پدر و ارتباطات اشرافی سابق برای آن‌ها باقی‌مانده بود و همین عوامل باعث شد که پس از استقرار رژیم سلطنتی، الکساندر ۲۰ ساله در ۱۸۲۲ به پاریس برود و با کمک اقوام پدری، به سمت منشی مخصوص لوئی فیلیپ، دوک دو اورلئان درآید.

## نویسندگی
هم‌زمان با کار در پاریس، دوما به نوشتن مقاله برای مجلات و نمایش‌نامه برای تئاتر می‌پرداخت. در ۱۸۲۹ نمایش‌نامه هنری سوم و دربارش ارائه شد و با استقبال خوبی روبرو گشت. سال بعد نمایش‌نامه بعدی او کریستین شهرت بیشتر و به موازات آن موقعیت مالی خوبی برایش به ارمغان آورد و او را قادر ساخت که تمام وقت به نویسندگی بپردازد.
در ۱۸۳۰ وی در انقلابی سهیم گردید که منجر به براندازی حکومت شارل دهم و تفویض قدرت به کارفرمای او «دوک دو اورلئان (یا همان لوئی فیلیپ)» شد.
تا نیمه‌های دههٔ ۱۸۳۰ زندگی در فرانسه به علت شورش‌های پراکنده مختل بود. هم‌زمان با بهبود اوضاع اقتصادی و اجتماعی موقعیت برای بروز استعداد الکساندر دوما فراهم شد. پس از نوشتن چند نمایش‌نامه موفق دیگر، او به نوشتن رمان تغییر جهت داد. به این ترتیب که با افزایش علاقه‌مندی روزنامه‌ها به رمان‌های دنباله‌دار در سال ۱۸۳۸ دوما با بازنویسی یکی از نمایش نامه‌هایش اولین رمان سریالی خود با نام کاپیتان پامفیل را ارائه کرد و این شروعی بود برای تبدیل ذهن الکساندر دوما به یک «استودیوی داستان پردازی» که صدها داستان و شخصیت در آن ساخته و پرداخته شد.
در سال‌های ۱۸۳۹ تا ۱۸۴۱ دوما به همراه تنی چند از دوستانش رمان جنایات مجلل (Celebrated Crimes) را ساخته و پرداخته کرد. این رمان ۸ قسمتی به شرح جنایات مشهور اروپا می‌پردازد.
در اول فوریه ۱۸۴۰ دوما با هنرپیشه‌ای به نام ایدا فریه (Ida Ferrier ،۱۸۵۹–۱۸۱۱) ازدواج کرد. اما علیرغم این ازدواج او دارای فرزندی غیرقانونی از زنی به نام ماری کاترین لابای است که همان الکساندر دومای پسر است. این فرزند دوما راه پدر را ادامه داد. وی یکی از نویسندگان شهیر فرانسه است.
نویسندگی برای دوما درآمد زیادی به همراه داشت، اما نوع زندگی اشرافی و ولخرجی و دست و دلبازی دوما نهایتاً باعث ورشکستگی او گردید.
زمانی که سلطنت لوئی فیلیپ با شورشی به پایان رسید، دوما از جانب حاکم منتخب مورد توجه قرار نگرفت. وی در سال ۱۸۵۱ برای رهایی از دست طلبکارانش به روسیه گریخت و دو سال از زندگی‌اش را در آنجا سپری کرد. پس از آن دوما با تأسیس روزنامه‌ای به نام ایندیپندت وارد جریانات سیاسی ایتالیا شد و از اتحاد ایتالیا حمایت کرد و سرانجام در سال ۱۸۶۴ به پاریس بازگشت.

## پایان زندگی
الکساندر دوما دارای نژادی «آفریقایی- فرانسوی» بود و علی‌رغم ارتباطات اشرافی موفقی که داشت، تأثیر این ترکیب نژادی گاهی در آثار و گفتار او دیده می‌شود. او یک بار به شخصی که به پیشینهٔ نژادی او توهین کرده بود گفت: «پدر من یک دورگهٔ اروپایی است، پدربزرگ من یک سیاه‌پوست است و پدر پدربزرگ من یک میمون! می‌بینی مرد، شروع خاندان من همچون پایان خاندان توست!»
فرانسه نویسندگان برجستهٔ زیادی به خود دیده اما گسترهٔ خوانندگان هیچ‌یک از آن‌ها به الکساندر دوما نمی‌رسد. او از پیشگامان مکتب رمانتیسیسم بود و گاهی رگه‌هایی از مکتب واقع‌گرایی نیز در نوشته‌هایش یافت می‌شود. وی بیش از سیصد عنوان کتاب دارد که حاکی از پرکاری این نویسنده بزرگ است. کتاب‌های او تقریباً به تمام زبان‌های زندهٔ دنیا ترجمه شده و تاکنون بیش از ۲۰۰ فیلم براساس کتاب‌هایش ساخته‌اند. هم اینک محل زندگی او در کاخ مونت کریستو در حومهٔ پاریس پذیرای مسافران و علاقه‌مندان به اوست. همچنین در سال ۱۹۷۰ یکی از ایستگاه‌های متروی پاریس برای بزرگداشت او به نام ایستگاه الکساندر دوما نام‌گذاری شد و در سال ۲۰۰۲ میلادی دولت فرانسه به مناسبت دویستمین سالگرد تولد الکساندر دوما بقایای جسد او را در پانتئون پاریس محل دفن مفاخر ملی فرانسه جای داد.
دوما در پنجم دسامبر سال ۱۸۷۰ در حالی که ۶۸ بهار از زندگی‌اش می‌گذشت درگذشت.

## آثار
نمایش نامه
- صید و عشق (۱۸۲۵)
- عروسی و تدفین (۱۸۲۶)
- هانری سوم و دربارش (۱۸۲۹)
- ناپلئون بناپارت (۱۸۳۱)
- ریچارد دارلینگتون (۱۸۳۱)
- آنتونی (۱۸۳۱)
- برج نسل (۱۸۳۲)
- کاترین هوارد (۱۸۳۴)
- کرامول و چارلز اول (۱۸۳۵)
- ادموند کین (۱۸۳۶)
- مارکیز دو برونی (۱۸۳۶)
- باتلیده (۱۸۳۹)
- خانم بل-ایزل (۱۸۳۹)
- کیمیاگر (۱۸۳۹)
- لورنزینو (۱۸۴۲)
- هالیفاکس (۱۸۴۲)
- لوئی برنارد (۱۸۴۳)
- ملاک دامبیکی (۱۸۴۳)
- سیلواندر (۱۸۴۵)
- کیش و مات (۱۸۴۶)
- کنت هرمان (۱۸۴۹)
- شال سبز (۱۸۴۹)
- وصیت‌نامه سزار (۱۸۴۹)
- رمولوس (۱۸۵۴)
- اورستیا (۱۸۵۶)
- زندانی باستیل (۱۸۶۱)

رمان و داستان
- تبعیدشدگان
- کاپیتان پاول (۱۸۳۸)
- کاپیتان پامفیل (۱۸۳۹)
- استاد شمشیرزنی (۱۸۴۰)
- قلعه اپستین یا مادر اهریمنی (۱۸۴۳)
- جرج (۱۸۴۳)
- آمائوری (۱۸۴۳)
- شوالیه دارمانتال یا توطئه کنندگان (۱۸۴۳)
- دختر نایب السلطنه (۱۸۴۵)
  - این کتاب شخصیت‌های مشابهی با توطئه کنندگان دارد به همین دلیل بعضی از افراد این کتاب را ادامهٔ آن محسوب می‌کنند.
- لوئی چهاردهم و عصرش (۱۸۴۴)
- فندق شکن (۱۸۴۴)
- دو برادر کورزیکایی (۱۸۴۴)
- کنت مونت-کریستو (۱۸۴۶–۱۸۴۵)
- جنگ زنان (۱۸۴۵) داستان زندگی سرباز اهل گاسکونی، بارون دکانوی
- بانوی رنگ پریده (۱۸۴۹)
- لاله سیاه (۱۸۵۰)
- اولمپ دکلیو (۱۸۵۲–۱۸۵۱)، که در ایران با نام مادام اولمپ به چاپ رسیده است.
- ایزاک لکدم (۱۸۵۳–۱۸۵۲، ناقص)
- کاترین بلام (۱۸۵۴–۱۸۵۳)
- موهیکانی‌های پاریس (۱۸۵۴)
- رهبر گرگها (۱۸۵۷)
- آخرین خریدار یا گرگ خاکستری دختر از ماچیکول (۱۸۵۹)
- لاسن فلیس (۱۸۶۴)
- ابوالهول سرخ یا ریشلیو و رقیبانش یا کنت دومرو (۱۸۶۶–۱۸۶۵)
  - این کتاب در ایران با نام عشق صدراعظم به چاپ رسیده است.
- رابین هود، شاهزاده دزدان (۱۸۷۲)
- رابین هود یاغی (۱۸۷۳)
  - ادامهٔ رابین هود، شاهزاده دزدان
- سری ماجراهای دارتین یان
  - سه تفنگدار (۱۸۴۴)
  - بیست سال بعد (۱۸۴۵)، ادامهٔ سه تفنگدار
  - ده سال بعد: ویکنت دوبراژلون (۱۸۴۷)، ادامهٔ بیست سال بعد
  - مجموعه سه تفنگداری که در ده جلد توسط ذبیح‌الله منصوری به فارسی ترجمه شده، شامل سه کتاب: سه تفنگدار، بیست سال بعد و ویکنت دو براژلون است.
  - مجموع دو جلدی که توسط محمد طاهر میرزا به همین نام منتشر شده فقط ترجمه سه تفنگدار و بیست سال بعد است.
  - در هنگام انتشار کتاب ده سال بعد: ویکنت دوبراژلون به زبان انگلیسی، این کتاب را به سه قسمت ویکونت دوبراژلون، لوییز دووالری و مردی با نقاب آهنین تقسیم کرده‌اند.
- سری ماجراهای دودمان والواها

الکساندر دوما کتاب‌های زیادی در وصف اوضاع این سلسله نوشته است؛ ولی منظور از «سری ماجراهای سلسله والوآ» که معمولاً گفته می‌شود داستان زندگی ملکه مارگریت می‌باشد؛ که شامل سه کتاب زیر است.
- ملکه مارگو (۱۸۴۵)، که با نام مارگاریت دوالوآ یا مارگاریت از والوآ نیز به چاپ رسیده است.
- خانم مونسورو (۱۸۴۶)، ادامهٔ ملکه مارگو
- چهل و پنج نفر یا تفنگداران چهل و پنج‌گانه (۱۸۴۷)، ادامهٔ مادام مونسورو
- مجموعه‌ای که در ایران تحت عنوان قبل از طوفان ترجمه و اقتباس ذبیح‌الله منصوری چاپ شده شامل سه کتاب ملکه مارگو، خانم مونسورو و تفنگداران چهل و پنج‌گانه است.

ولی الکساندر دوما چهار کتاب دیگر نیز تألیف کرده است که در زمان این سلسله اتفاق می‌افتد و شخصیت‌های مشابه دارد:
- آسکانیو (۱۸۴۳) که در زمان زندگی فرانسیس اول اتفاق می‌افتد و نقش اصلی آن هنرمندی ایتالیایی می‌باشد.
- دیاناهای دوگانه (۱۸۴۶) که رمانی دربارهٔ کنت گابریل دومونت گومری است که هنری دوم را به شکل مرگباری مجروح کرد و عاشق دختر هنری، دیانا دکاسترو بود.
- دوک ساوو (۱۸۵۵) که ادامهٔ دو دیانا بوده و داستان کشمکش دوگیس‌ها و کاترین مدیچی، مادر سه پادشاه آخر سلسله والوا و همسر آنری دوم است. شخصیت اصلی این داستان دوک امانوئل فیلیپه ساوو می‌باشد.
- هوروسکوپ :داستان زندگی فرانسوای دوم (۱۸۵۶) که فقط یک سال سلطنت کرد و در شانزده سالگی درگذشت.
  - این کتاب در ایران با نام چنین مادر، چنین پسر به چاپ رسیده است که این عنوان توسط مترجم انتخاب شده است که نام یکی از فصل‌های کتاب می‌باشد.
- سری ماجراهای ماری آنتوانت
  - ژوزف بالسامو (۱۸۴۸–۱۸۴۶)
  - گردنبند ملکه (۱۸۵۰–۱۸۴۹)، ادامهٔ داستان ژوزف بالسامو
  - آنژ پیتو (۱۸۵۳)، ادامهٔ گردنبند ملکه
  - کنتس دو شارنی(۱۸۵۵–۱۸۵۳)، ادامهٔ آنژ پیتو
  - شوالیه دو مزون روژ (۱۸۴۵) یا شوالیهٔ خانهٔ سرخ، ادامهٔ کنتس دوشارنی
  - مجموعه غرش طوفان برگزیده‌ای از چهار کتاب گردنبند ملکه، آنژ پیتو، کنتس دو شارنی و شوالیه دو مزون روژ است.
- سه گانهٔ سنت هرمین
  - یاران یهو (۱۸۵۷)
  - سفیدها و آبی‌ها (۱۸۶۷)
  - شوالیه دوسنت هرمین (۱۸۶۹)

کتابی که با عنوان گروه یا ارتش آهنین در ایران به چاپ رسیده ترجمهٔ کل یا قسمتی از این سه‌گانه می‌باشد.
ٍ
آثار غیر داستانی
- چگونه نمایشنامه‌نویس شدم
- تاثرات سفر (۱۸۳۴)